# Юрій (Винницький)
Ю́рій Ви́нницький (у світському житті Гавриї́л Ви́нницький, пол. Jerzy Winnicki; 24 липня 1660, Перемишль — 22 вересня 1713, Страшевичі) — єпископ Руської унійної церкви; з 7 травня 1710 року Митрополит Київський — 9-ий предстоятель Руської Унійної Церкви.

## Життєпис
Походив з українського шляхетського роду, який дав українській церкві кількох ієрархів.
- З 1700 до 1713 рр. був греко-католицьким єпископом Перемишля. 7 квітня 1707 року папа Климент ХІ призначив Перемиського єпископа Юрія Винницького апостольським адміністратором Мукачівської єпархії.
- Керував Київською архієпархією (1708–1710 рр.), Львівсько-Галицько-Кам'янецькою (1708—1710 рр.) та Володимирсько-Берестейською єпархіями (1708–1711 рр.) Митрополит Київський з 1710 року.
- Похований у крипті церкви Лаврівського монастиря.[1]